# Kabát Péter
Kabát Péter (Budapest, 1977. szeptember 25. –) korábbi magyar válogatott labdarúgó, csatár, jelenleg médiaszemélyiség.

## Pályafutása

### Klubcsapatokban

#### Budapest Honvéd
Élete első pályára lépését 9 évesen tette. Pályafutását a Kispest csapatában kezdte, az élvonalban 1995-ben mutatkozott be. Első évadjában, az NB1-ben 8 mérkőzésen kapott szerepet, gólt nem szerzett. A következő szezonban 4 mérkőzésen kapott játéklehetőséget, újra nem szerzett gólt. A következő szezonban, meglőtte élete első NB1-es gólját, de a 17 meccsén többet nem szerzett. A következő (1998–1999) idényben már 29 mérkőzésen kapott játéklehetőséget, amit 6 góllal hálált meg. Az év végén felkeltette a Vasas érdeklődését, akik leigazolták a fiatal tehetséget.

#### Vasas
Itt kezdődött igazán el pályafutása. 29 mérkőzésen léphetett pályára és 13 gólja már kiugró teljesítmény volt. A következő évadban tovább tartott jó formája, 32 mérkőzésen 24 gólt ért el, amivel elnyerte a gólkirályi címet. Teljesítménye elismeréseként  2000. november 15-én meghívták a magyar válogatott Macedónia elleni (0-1) barátságos találkozójára Szkopjéba.

#### Göztepe Izmir
Kabát előző szezonbeli kiváló teljesítményére külföldön is felfigyeltek, Törökországba, a Göztepe Izmir csapatához szerződött. Nem ment neki úgy a futball, ahogy itthon, fél év alatt mindössze 2 gólt tudott szerezni, ezért a csapata még a télen megvált tőle.

#### Levszki Szofija
Nem tért vissza Magyarországra, hanem Bulgáriába szerződött. Az itt eltöltött fél év alatt 5 gólt szerzett, csapatával bolgár bajnok és bolgárkupa-győztes lett.

#### Denizlispor
A Bulgáriában eltöltött fél idénye után visszaszerződött Törökországba. Ismét egy gyenge szezonja volt, 27 mérkőzésen csupán 2-szer talált be az ellenfél hálójába.

#### FC Kärnten
Ezután az osztrák első osztályba tudott szerződni. 7 gólt szerzett, de ez mégsem volt elég ahhoz, hogy ne essen ki a csapata. A második ligába kényszerült az FC Kärnten, ahova Kabát is követte a csapatát. Itt 29 meccsen 12 gólt ért el, amivel ő lett a másodosztály gólkirálya, de ez sem volt elég csapatának, ahhoz, hogy feljusson. Viszont Kabátot hívták az első osztályba, amit ő el is fogadott.

#### SV Pasching
Az első Paschingi szezonjában 3 gólig jutott 17 mérkőzésen. A rá következő szezonban kettővel több mérkőzésen kapott lehetőséget, de csak eggyel több gólt sikerült lőnie. 2007-ben 3. helyen végzett a csapatával.

#### Austria Kärnten
Az utolsó külföldi szezonját korábbi klubja városi riválisánál töltötte. A csapatában 11 találkozón 2 gólt szerzett.

#### Újpest FC
2008. június 5-én szerződött haza Újpestre, és írt alá egy 2012-ig szóló szerződést a lilákkal. Július 16-án mutatkozott be a Nyíregyháza ellen, és rögtön győztes találatot jegyzett (1–0). Tagja volt a történelmet jelentő 2723. bajnoki találkozón szereplő együttesnek, amelyik a Fradit előzte meg a legtöbb NB1-ben játszott mérkőzések számában. 2008-ban az MLSZ őt választotta a legjobban játszó NB1-es futballistának. Az Újpest 2. helyen végzett a bajnokságban a Debrecen mögött, Kabát 16 góljával holtversenyben második lett a góllövőlistán. A következő idényben maradt Újpesten, és William McStay edző őt nevezte ki a csapatkapitánynak, amely posztot előtte a kapus Balajcza Szabolcs töltött be. Az Újpest előző szezonbeli 2. helyezése révén bekapcsolódhatott az Európa-liga küzdelmeibe, ahol a selejtezőkörben a Steaua Bukarest csapatával sorsolták össze, de 4-1-es összesítéssel búcsúzott a kupa küzdelmeitől. A 2009–2010-es bajnokság felénél a Lilák a tabella harmadik helyét foglalta el, 4 ponttal lemaradva az őszi bajnok Videotontól, Kabát pedig, 1 góllal lemaradva Artjoms Rudņevstől második a góllövőlistán. A bajnokság végén a 4. helyet szerezték meg, Kabát pedig a bajnokság leggólerősebb magyar játékosa volt.

#### Debreceni VSC
2010. június 8-án két évre szóló szerződést írt alá a Debreceni VSC csapatával, első gólját a Paksi FC ellen szerezte 2010. augusztus 8-án. Azonban egy kevésbé sikeres szezon után újra visszatért Újpestre, és kétéves szerződést kötött a lilákkal.

#### Újpest FC
2015. október 26-án, korábbi klubja a Vasas ellen kiharcolt egy büntetőt a 80. percben, amellyel csapata vezetést szerezhetett volna. A 11-est mégsem ő végezte el, hanem a bajnokságban három gólnál járó Mbaye Diagne. Annak ellenére, hogy a szenegáli értékesítette a büntetőt, Kabát megsértődött, és kijelentette, hogy nem beszél többet csapattársával, ha az nem kér bocsánatot. A Ferencváros ellen elvesztett kupadöntő után még úgy nyilatkozott, hogy folytatja pályafutását, azonban 2016. június 9-én bejelentette visszavonulását.

#### Győri ETO
2016. július 21-én a labdarúgó NB I-ben szereplő Újpest a hivatalos honlapján jelentette be, hogy a legutóbbi szezon végén visszavonult és azóta a klub koordinátoraként dolgozó Kabát Péter mégis folytatja pályafutását, és egy idényre az NB III-as ETO FC Győrhöz szerződik. A harmadosztályban 24 bajnokin 15 góllal segítette bajnoki címhez és feljutáshoz az ETO-t, majd újabb egy évvel meghosszabbította a szerződését. 2017. november 17-én bejelentette visszavonulását.

### A válogatottban
1996-tól 1997-ig szerepelt a Magyarország U-19-es csapatában, 9 találkozón 1 gólig jutott, majd 1998 és 2000 között az U-21-es válogatottban szerepelt. A felnőtt válogatottban 16 alkalommal kapott lehetőséget, de nem sikerült egyszer sem az ellenfelek kapujába lőnie. A kitűnő előző szezonja után sokan követelték a válogatottba, de Erwin Koeman szövetségi kapitány csak a bő keretbe hívta be.

## A médiában
2016-ban párjával, Róka Adrienne-nel szerepelt az RTL Klub Nyerő páros című realityjében, aminek visszatérő alakja lett. 2017 novemberében, visszavonulását követően jelentette be, hogy elfogadta a felkérést, és részt vesz az RTL Klub Celeb vagyok, ments ki innen! elnevezésű valóságshowjában, amelyet megnyert. 2018-ban A Konyhafőnök című gasztrorealityben szerepelt. Gyakorta szerepel vendégként Bochkor Gábor #Bochkor című műsorában. 2019 óta Sebestyén Balázs társműsorvezetője a Nyerő Páros showműsorban. 2021-ben szerepelt a Survivor című túlélőshowban.

### Szereplései
- 2016– : Nyerő páros – szereplő/Játékmester (RTL)
- 2017–2021: #Bochkor – Vendég (ATV)
- 2017: Celeb vagyok, ment kis innen! – szereplő (RTL)
- 2018: Konyhafőnök VIP – Versenyző (RTL)
- 2020: Álarcos énekes – Vendégnyomozó (RTL)
- 2021: Survivor – szereplő (RTL)
- 2022: Tehetség első látásra – szereplő (RTL)
- 2024:  Kalandra fal! – szereplő (RTL)
- 2024: Kabát FC – műsorvezető (RTL)

## Sikerei, díjai

### Klubcsapatokkal
Levszki Szófia
- Bolgár bajnok: 2002
- Bolgár kupagyőztes: 2002

SV Pasching
- Osztrák bajnoki bronzérmes: 2006

Újpest FC
- Soproni liga ezüstérmes: 2009
- Magyar kupagyőztes: 2014
- Magyar kupadöntős: 2016
- Magyar szuperkupagyőztes: 2014

Egyéb sikerek
- Magyar kupagyőztes 1996 (Honvéd)
- Kupadöntős: 2000 (Vasas)

### Egyéni
- Az Év legjobb magyar futballistája (HLSZ) 2014.
- A legjobb magyar játékos 2014.
- Az Év legszebb gólja 2014.
- Az Év játékosa díj nyertese 2013.
- Magyar gólkirály: 2001
- Az Osztrák másodosztály gólkirálya: 2005

## Statisztika

### Mérkőzései a válogatottban
| Magyarország | Magyarország        | Magyarország                    | Magyarország        | Magyarország | Magyarország     | Magyarország | Magyarország | Magyarország |
| #            | Dátum               | Helyszín                        | Hazai               | Eredmény     | Vendég           | Kiírás       | Gólok        | Esemény      |
| ------------ | ------------------- | ------------------------------- | ------------------- | ------------ | ---------------- | ------------ | ------------ | ------------ |
| 1.           | 2000. november 15.  | Szkopje                         | Macedónia           | 0 – 1        | Magyarország     | barátságos   | -            |              |
| 2.           | 2001. március 7.    | Ammán                           | Jordánia            | 1 – 1        | Magyarország     | barátságos   | -            | 79'          |
| 3.           | 2001. június 2.     | Bukarest                        | Románia             | 2 – 0        | Magyarország     | vb-selejtező | -            | 72'          |
| 4.           | 2001. június 6.     | Budapest, Népstadion            | Magyarország        | 4 – 1        | Grúzia           | vb-selejtező | -            |              |
| 5.           | 2001. szeptember 1. | Tbiliszi                        | Grúzia              | 3 – 1        | Magyarország     | vb-selejtező | -            |              |
| 6.           | 2001. szeptember 5. | Budapest, Népstadion            | Magyarország        | 0 – 2        | Románia          | vb-selejtező | -            | 46'          |
| 7.           | 2001. október 6.    | Parma                           | Olaszország         | 1 – 0        | Magyarország     | vb-selejtező | -            | 66'          |
| 8.           | 2002. február 12.   | Lárnaka (CYP)                   | Magyarország        | 0 – 2        | Csehország       | barátságos   | -            | 60'          |
| 9.           | 2002. március 27.   | Chișinău                        | Moldova             | 0 – 2        | Magyarország     | barátságos   | -            | 46'          |
| 10.          | 2002. április 17.   | Debrecen                        | Magyarország        | 2 – 5        | Fehéroroszország | barátságos   | -            | 46'          |
| 11.          | 2002. szeptember 7. | Reykjavík                       | Izland              | 0 – 2        | Magyarország     | barátságos   | -            | 90+1'        |
| 12.          | 2002. november 20.  | Budapest, Üllői úti Stadion     | Magyarország        | 1 – 1        | Moldova          | barátságos   | -            | 46'          |
| 13.          | 2003. április 30.   | Budapest, Megyeri úti Stadion   | Magyarország        | 5 – 1        | Luxemburg        | barátságos   | -            | 46'          |
| 14.          | 2006. augusztus 16. | Linz, UPC-Arena                 | Ausztria            | 1 – 2        | Magyarország     | barátságos   | -            | 89'          |
| 15.          | 2006. szeptember 6. | Zenica, Bilino Polje Stadion    | Bosznia-Hercegovina | 1 – 3        | Magyarország     | Eb-selejtező | -            | 90'          |
| 16.          | 2006. október 7.    | Budapest, Puskás Ferenc Stadion | Magyarország        | 0 – 1        | Törökország      | Eb-selejtező | -            | 46' 76'      |
|              | Összesen            |                                 |                     | 16           | mérkőzés         |              | 0            | gól          |